# 織機
織機（しょっき、おりき、英語：loom）とは、糸を織物へと織りあげる機械。「はた」とも。「機」と漢字一字でも「はた」と読ませる。

## 概要
織機は糸を織物に織りあげる機械のことで、経糸（たていと）に緯糸（よこいと）を交互に組み合わせる織り（製織工程）を機能的に行う機械の総称である。
織りの技術は主に農耕民や牧畜民によって伝承されてきたもので、密度の高い織物組織を効率よく織り上げるには織機の使用が不可欠とされる。
- 垂直織機。垂直織機はおそらく最初に発明されたものである。（トルコのコンヤにて）
- 腰機、つまり2つあるビーム（布や糸をまきつける棒）の片方を腰にとりつける織機。（バングラデシュにて）
- 足踏織機つまり足で綜絖の上下を操作する織機（日本、1914年）

### 基本原理

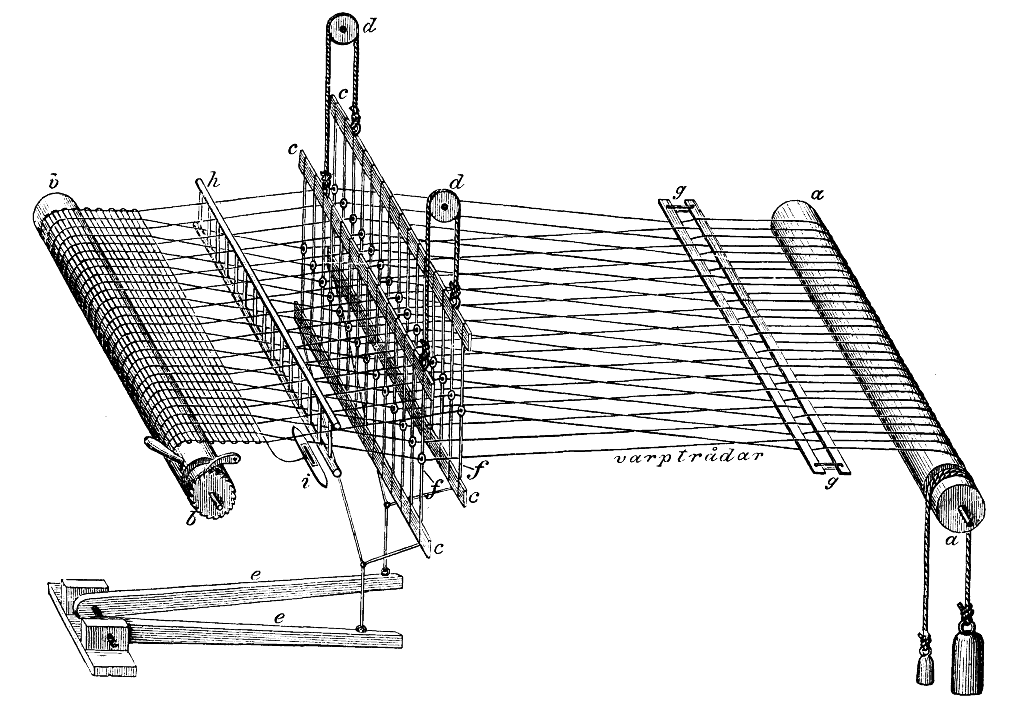
水平織機の仕組み。左右の2本のビームの間に経糸が張られている。aがまだ織られていない経糸を巻くためのビーム。v が織られた布を巻くビーム。中央部は緯糸を通すための器具類。布を織る人は左側、vのほうに座る。
手順の概略を解説する。
準備
まず、織る作業の前に、経糸を織機にセットしなければならない。布を織り始める前に、まず、多数ある経糸をすべて　c の綜絖の眼（経糸を通すための小さな穴）に通す作業をしておかなければならない。
もっとも基本的な織りかたである平織について解説すると、c の綜絖（そうこう、ヘドル、heddle）は2つある。多数ある経糸は、1枚目と二枚目の綜絖を交互に通す。ふたつの綜絖を仮に[綜絖1]と[綜絖2]と呼ぶとしたら、ある経糸を　[綜絖1]　の眼に通したら、その隣の経糸は[綜絖2]の眼を通す。さらにその隣は　[綜絖1]…　といった調子で交互に通してゆくのである。（#準備作業と後始末も参照）
織り（横糸を通す作業）
①　e が踏み板（ペダル、pedal / treadle）で、これの片方を踏むことで、前述の綜絖の一方が上がり、同時にもう一方の綜絖が下がり、経糸は一本おきに交互に高低差ができる。経糸を横からみると、織る人の手元を頂点とした長い三角形の空間（三角形のトンネルのような空間）ができることになる。
②そのトンネルの中を通るように、i のシャトル（杼、ひ）を、スナップをきかせて投げ通す。これによって、緯糸を通すのである。
③緯糸を通し終わったら、通したばかりの緯糸について、（一旦その端をつまみ、身体から遠ざかる方向に一定の「遊び」をつくっておいてから）他の緯糸と平行にするために、h の筬を手前に1度～数度 打ち込む。
④ ペダルを踏み替え、経糸の交互の上下を入れ替える。
あとは②～④を繰り返すことで、布を織ってゆく。
ある程度の長さ（数センチ程度）布を織ったら、vのビームを回転させ布を巻きとり、綜絖との間の距離を調節する（三角形のトンネルが長さが小さくなりすぎないようにする）。

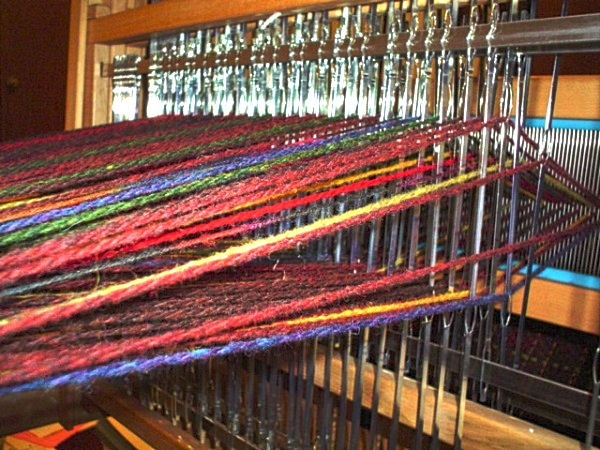
「杼口」（ひぐち）と呼ばれるシャトルを投げ入れるトンネル状の空間の入口が分かる写真。4つのシャフトのある織機を裏から見たところ。色鮮やかな経糸が、銀色の金属棒（綜絖、そうこう）に開けられた「目」に通されている。経糸は上下に分けられているが、この菱形（というよりその半分の三角形）の空間「杼口」に、緯糸を巻いたシャトルが投げ入れられる

織物（おりもの）というものは前後に張り渡した糸「経糸（たていと、warp）」に、左右方向の糸「緯糸（よこいと、woof、weft）」を交差させて作るものである。織機はこれを行うための機械である。経糸はビーム（beam）と呼ばれる横棒2本の間に張られ、その間に緯糸を通すための杼（ひ、シャトル、shuttle）、経糸の間に杼が一気に通る隙間（杼口、ひぐち、shed）を開けるための綜絖（そうこう、ヘドル、heddle）、綜絖を固定する綜絖枠（シャフト、shaft）、綜絖枠を上下させ経糸を開口させる踏み板（ペダル、pedal / treadle）、経糸の幅や密度の決定と開口し上下に分かれた経糸の間を左右に通した緯糸を打ち込むための、櫛の目が並んだような形態の筬（おさ、リード、reed）などが配置されている。
なお、手織機の型式や構造や構成部品については通文化的な研究が少なく、国際的に統一された用語が確立されていなかったり、用語の設定の違いによる混乱が指摘されている。日本国内でも染織分野と従来の民族学では「単綜絖」の意味に違いがあることが指摘されている。

### 基本動作
次の3つの動作が織機の基本動作となっており、この基本3動作を繰り返して織物は作られる。
1. ((杼口を開ける)) - ペダルを踏み、経糸を上下に分けて、その間を一気に緯糸が通ることができるよう杼口を開口する。（※）
2. ((杼を通す)) - 開口した経糸の間に、杼（ひ、シャトル）につないだ緯糸を入れて反対側へ届かせる。
3. ((打ち込み)) - 通った緯糸を筬（おさ、リード）で手前へ打つことで経糸と緯糸をしっかりと組む。

その他、ときどき行う基本動作としては次のものがある。
- 織り終わった布を手前の<< クロスビーム >>（cloth beam、千巻、布巻）を回転させて巻き取る動作、およびそれと連動して 奥の<< 経糸ビーム >>（warp beam、緒巻、男巻、経糸巻、千切り）を回転させて巻経糸（巻かれているたていと）を送り出す動作。２つのビームは基本的に連動するように回転させる。片方だけ回転させると、経糸がつっぱってしまったり逆にたるんでしまったりする。

なお杼口を開ける際に、どのようなパターンで経糸を上げ下げするかで布目（糸の上下による模様）が変化する。あらかじめ2つだけ綜絖を用意し経糸をひとつおきに通しておいて織る際に経糸1本おきに上下させて経糸と横糸が単純に交互に組み合わさるようにすると、もっとも単純なパターンの平織ができる。綜絖を3つ以上使うと経糸を複雑なパターンで上下でき複雑な織りができる。斜文織や朱子織はこのように作られる。もう少し理論的に説明すると、たとえば綜絖A,B,Cがあるとすると、上に上げる綜絖の組み合わせのパターンとしては、「Aだけ」「Bだけ」「Cだけ」「AとB」「AとC」「BとC」の総計6パターンを選べる。（ちなみに3つの綜絖を全て上げたり3つの綜絖を全て下げたりしてしまうと杼を通すための「杼口」ができず織れないのでそのパターンは除外され、結局この6パターンになる）。綜絖を4枚にするとさらに組み合わせパターンが増え、織れる布目（模様）の種類が増える。織機はこうして複雑化してきた。経糸に数種類の異なった色のものを用意し、上下させるパターンを変化させると、表側から見える色彩的パターンも変化する。織りはこうして複雑化してきた。

### 準備作業と後始末
織る前には、準備作業として次のような作業を行う。
1. 整経（せいけい、warping） - これは、数百本におよぶ経糸を、整経台に順番どおり巻いてゆき、20本などごとに糸でまとめてばらつかないようそろえてゆく作業である。
2. 仮筬（かりおさ、pre sleying） - 整経台から外した経糸の束を筬に一本ずつ通して筬の幅にそろえ、経糸を通した筬を織機の筬枠にはめる。
3. ビーミング（beaming） - 経糸を経糸ビームへ、平行に、均等な力で、ゆるまないように巻いてゆく。
4. 綜絖通し（そうこうとおし、threading）：　綜絖をシャフトに並べて織機にはめこみ、組織図（設計図）の通りに経糸が緯糸と織り込まれるよう、経糸を一本一本綜絖の目に通してゆく。
5. 筬通し（おさとおし、sleying）：　仮筬のときと同様、経糸を筬に通す。
6. タイアップ（tie-up） - 組織図どおりに布が織れるように、綜絖と踏み板（ペダル）を連結する。
7. 経糸結び（たていとむすび、tying） - 経糸の束を張りを確かめながらクロスビームに結ぶ。
8. 緯糸巻き（よこいとまき、winding） - 緯糸の一方を小管（こくだ、ボビン）に紡錘型に巻き、巻いたボビンを杼（シャトル）の中にセットする。

これらが終わった後に織り始めを行い、織り終われば両端を切断し、端の経糸を数本ずつ巻いてフリンジにするなどの始末を行う。

## 織機の分類
人力織機と動力織機
織機には人力で織る手織り機（手機（てばた））と、機械の動力で織る力織機（りきしょっき）がある。分類上、この動力の有無は人力織機と動力織機（力織機）に分けられる。
動力のない織機を人力織機といい、人力織機はさらに手織機と足踏織機に下位分類される。
垂直織機と水平織機
経糸が床に対して垂直に張られる垂直機（垂直織機、竪機、たてばた、vertical loom）と経糸が床に対して水平に張られる水平機（水平織機、すいへいばた、horizontal loom）のような分類もある。しかし垂直機と水平機のような外見的特徴だけの分類法は相互の境界を明確にすることが困難という問題点がある。
その他特殊用途の織機

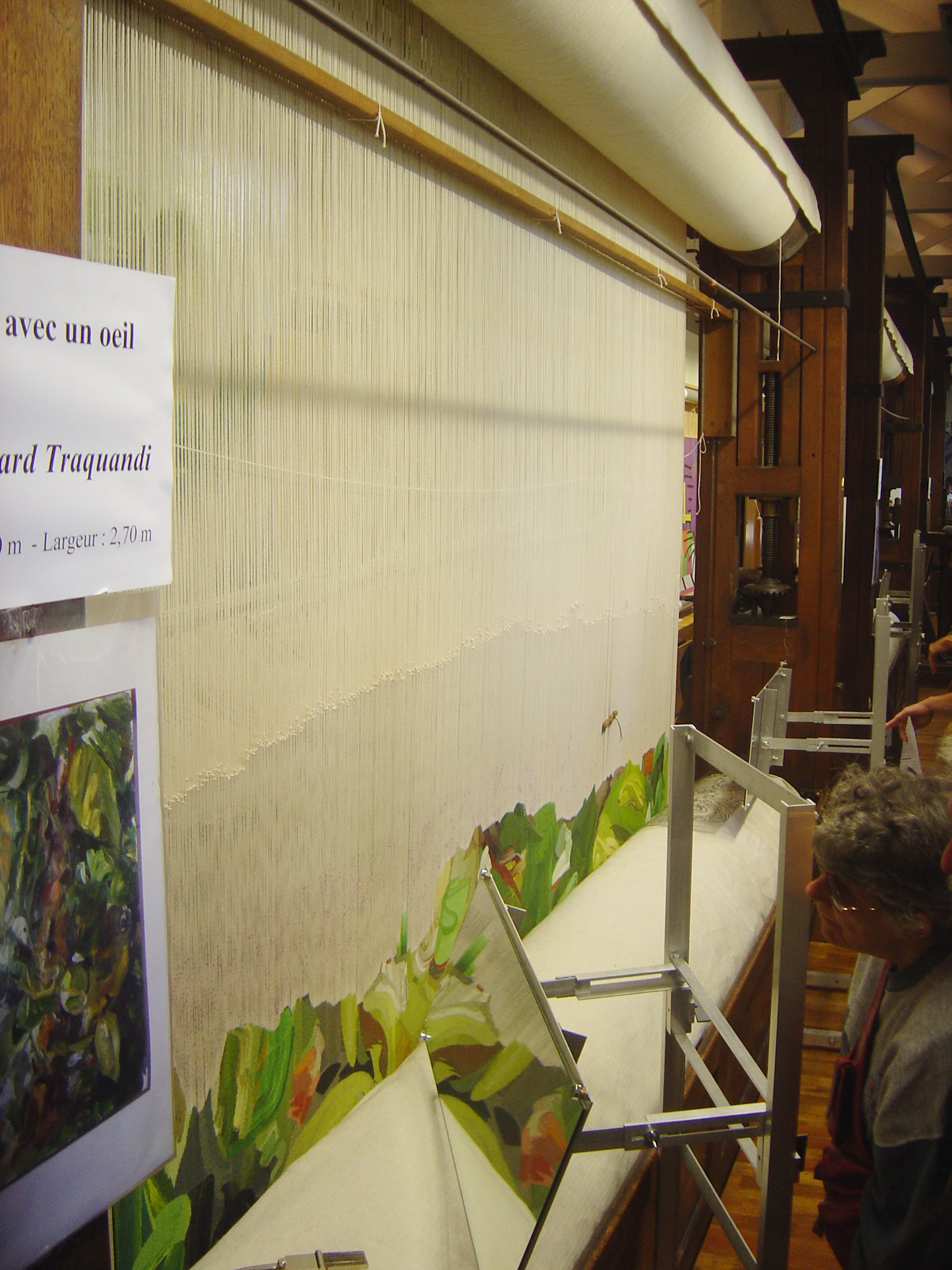
haute lisse、タペストリーを織る垂直織機

- リボン織機 - リボンはオランダのリントモーレン（Lintmolen）という小幅の織物専用の手織機によって作られたことに由来する[6]。
- タペストリー織機 - タペストリーやペルシャ絨毯を織る織機は、ほとんどの織機とは違い垂直織機である。伝統的なタペストリー織機は「haute lisse」と呼ばれ、緯糸が二本のロールの間に垂直に張られている。一方、緯糸が水平になっている、「basse lisse」とよばれるタペストリー用水平織機もある。

## 人力織機の歴史

### 手織機

#### 経糸おもり織機

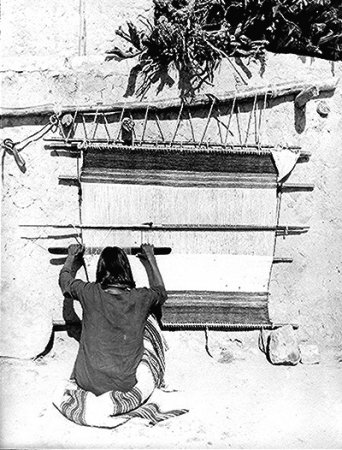
経糸おもり織機の例。壁からぶら下げた竪機で布を織る19世紀の北米先住民、ホピ族の男性

人類最初の織機はおそらく垂直織機（竪機）で、二本の立ち木の間に水平に渡した棒からたくさん経糸を垂らし、それぞれの経糸（または経糸の束ごと）に石などの重りをくくりつけて地面まで届くように張った「経糸おもり機（Warp-weighted loom）」である。布は現在の竪機とは違い上から下に向かって織られていた。緯糸は手指で経糸の間に縫われて入れられていたが、後には木切れを使って通すようになり、この木切れが杼（ひ、または梭／おさ、シャトル、緯糸を織り込むための器具）となった。
初期のおもり機では、一本の緯糸を通すのに経糸を一本ずつ持ち上げたり押したりして糸の通る隙間を作る必要があり、非常に時間と手間がかかった。やがて、経糸をぴんと張らせるための水平の丸棒（開口棒、ロッド、rod）を使って経糸を開口させて緯糸が通るための隙間（杼口、shed）を作るための工夫が生まれた。一本のロッドが奇数番目の経糸を持ち上げ、その下方にある別のロッドが偶数番目の経糸を押し下げることで、緯糸やシャトルが一気に通るための隙間を作れるようになった。さらに改良が進んだ古代ギリシャの機では、織り終わった布を巻き取るためのビームが作られるようになり、長い布が織れるようになった。

#### 地機

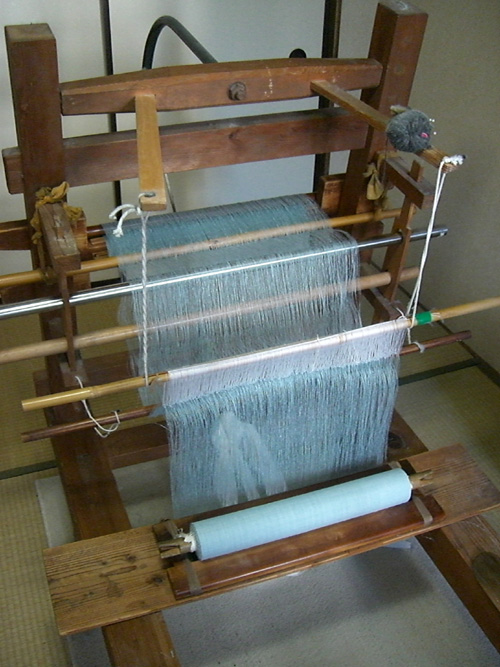
地機の例。（結城紬で使用されるもの）

長い布を織る際には上へと大きくしなければならない竪機とは違い、水平機は左右に長くすればよいことから、長い布を織ることには水平機が向いていた。初期の水平織機では、経糸は二本の棒に固定され、安定をよくするため地面近くの高さにぴんと張られていた。2本の棒はやがて布巻き取り用と経糸固定用のビームとなり地面に打った杭に固定され、布の長さが機の大きさに制約されないようになった。これが地機（じばた、ground loom）である。織る人は当初、地面近くに張られた経糸の上にかがんで作業しなければならなかったため、下全体に浅い穴を掘った機(pit loom)が登場した。経糸は穴の上に張られ、織る人は穴のふちに座って、自然な高さで作業することができた。こうした機は中国やインドで数千年前から使われている。

#### 腰機

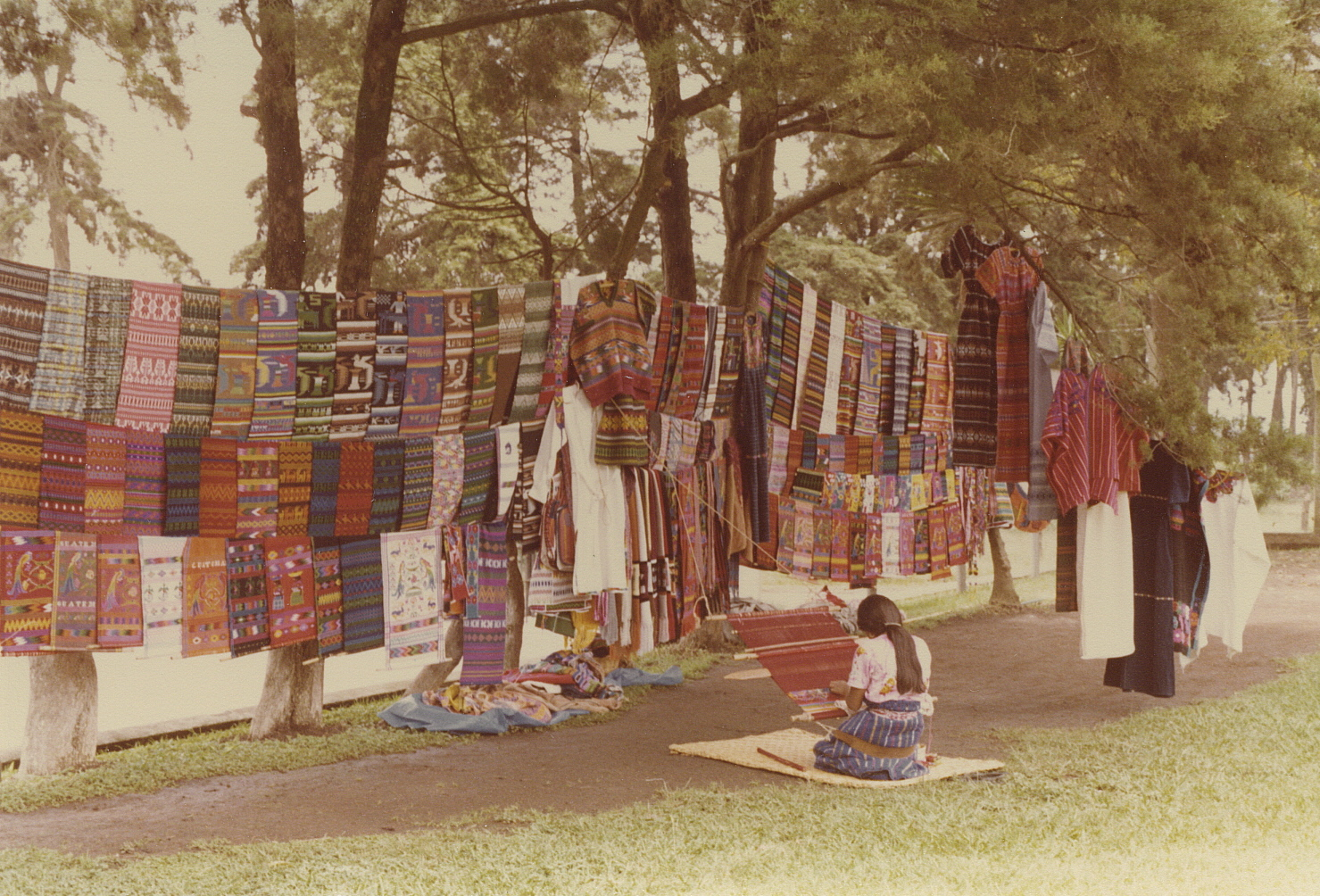
腰機（バックストラップ織機）を使うグアテマラの女性

腰機（こしばた、Backstrap loom、またはバックストラップ織機）は2本のビームがある機だが、ビームの一方（クロスビーム）は織る人の腰に巻く帯で固定し、もう一方（経糸ビーム）は樹木やドアノブなどさまざまなところに紐で縛って固定するタイプの織機である。日本では「いざりばた」とも呼ばれた。
この利点は、一つには経糸の張り具合を、座る織り手の体を前後させたり上体を寝かせたりする体重移動で自在に調節できることである。また機や経糸は巻いて持ち運び可能なことももう一つの利点である。
世界各地に広まっており、簡単な織物を織る際に使われている。

#### フレーム式織機

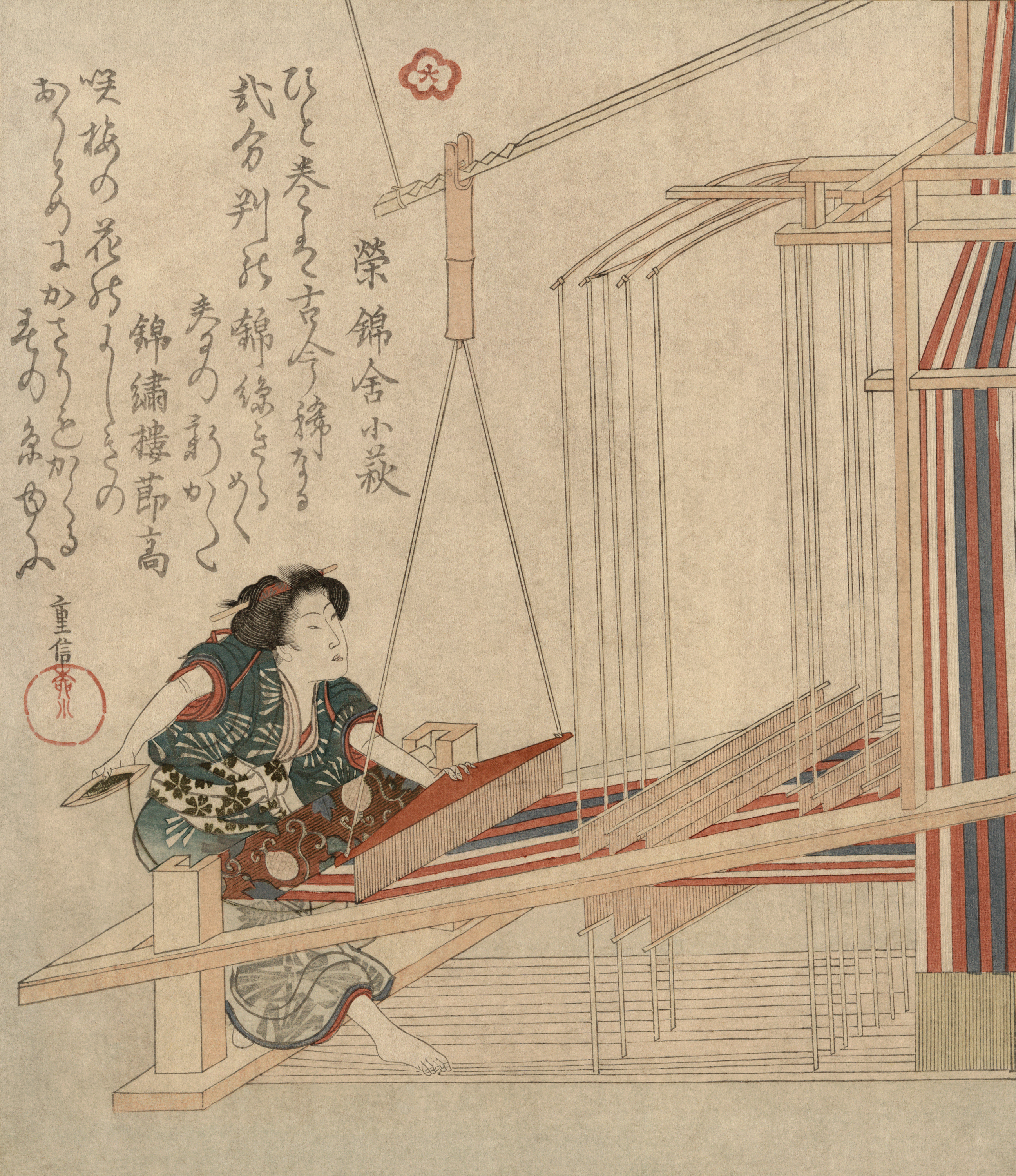
フレーム式水平織機（19世紀前半。柳川重信の浮世絵)

穴を掘った機は、やがて経糸を開口させるためのロッドや綜絖（そうこう）、ロッドや綜絖枠（シャフト）を上下させるペダル（踏み板）を備えたものへと進化し、これらを支えるために箱型に竹を組んだフレームもできている。やがて、穴を地面に掘らないタイプのフレーム式の水平織機（Frame loom）も登場した。この織機は木材で組み立てられた箱型で板も取り付けられ、持ち運び可能でひざの上でも織ることができる。

### 足踏織機

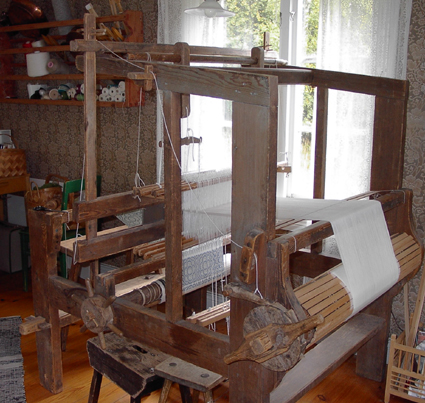
伝統的な足踏織機、スウェーデン

経糸に緯糸を通すために、最低4つのシャフト（綜絖枠／そうこうわく）やハーネスのある織機が用いられる。シャフト（綜絖枠）のそれぞれには綜絖（そうこう、heddle）というものが吊り下げられている。これは糸製や金属製の器具で、経糸の通る「目」があり、経糸はこれでもつれないよう固定され、さらに綜絖の上下操作により経糸がそれぞれ上がったり下がったりして緯糸が通る隙間を作る役目を果たしている。またハーネスを異なった組み合わせで上げ下げすることで、さまざまな織り方ができる。シャフトの数が2つだけという簡単な織機もあるが、8つ、12、16、それ以上のマルチシャフト織機もある。
床に置いた織機（足踏織機、高機／たかばた、floor loom）のシャフトは、ペダル（踏み板）によって操作される。このペダルの発明は、織り手がシャフトを手で操作したり経糸を手で開口する必要をなくし、手を自由にして緯糸をシャトルで通す作業に専念できるようにした。また経糸の開口を規則正しく正確に行えるようにしたことから、非常に重要な進歩であった。織りあがった布は、手前にあるクロースビーム（千巻、布巻、cloth beam）に巻き取られ、その分、経糸ビーム（緒巻、男巻、経糸巻、warp beam）に巻かれていた経糸が送り出される。このため、布の長さは織機の大きさに制約されない。卓上織機（table loom）も同様の仕組みだがより小さく、机などに置くために綜絖を上下させるペダルはなく、綜絖の操作はボタンなど手動の装置で行うようになっている。
シャフトが上にしか動かない織機はライジングシェッド式(rising shed loom)、またはジャック式(Jack loom)などと呼ばれる。シャフトが上下できる織機はシンキングシェッド式(sinking shed loom)と呼ばれ、カウンターバランス式(Counterbalance loom, CB)やカウンターマーチ式(Countermarch loom, CM)がある。滑車で動かすカウンターバランス式ではシャフト数は4つが標準だが、多数の綜絖を同時操作する目的で作られたカウンターマーチ式では32のシャフトを同時に操作できる。

### リジッドヘドル織機
リジッドヘドル織機（筬綜絖織機、おさそうこうしょっき、rigid heddle loom）は、バックストラップ織機から足踏織機までさまざまなタイプの織機に見られる。リジッドヘドル織機では、綜絖はシャフトに固定されており、シャフトの数はたいてい1つである。経糸は、綜絖を通る糸と、綜絖と綜絖の間の空間を通る糸が交互になっており、シャフトを上げると綜絖を通っている糸も上がり、ここに緯糸を通せば経糸と緯糸が交互に織られることになる。逆にシャフトを下げると綜絖を通っている糸は下がり、綜絖と綜絖の隙間を通っている糸はそのままの位置に残る。

### ドロー織機
複雑な文様を織ることについては、中国では紀元前後には提花機（ていかき）または花機（はなはた）とよばれる特殊な織機で錦（ブロケード）を織って世界へ輸出していた。この織機では、体重の軽い子供が織機の上に引き上げられ、経糸の複雑な上げ下ろしを下からの指示通り行って文様を作っていた。日本には奈良時代に輸入され、桃山期以降、空引機（そらびきばた）という名で西陣など各地で使われた。17世紀にはヨーロッパにも紹介され、ドロー織機（ドロールーム、draw loom）とよばれる、織機の横に高いはしごが付いて「ドロー・ボーイ」（drawboy）と呼ばれる子供（児童労働者）が上に登れるものになった。

## 動力織機の歴史

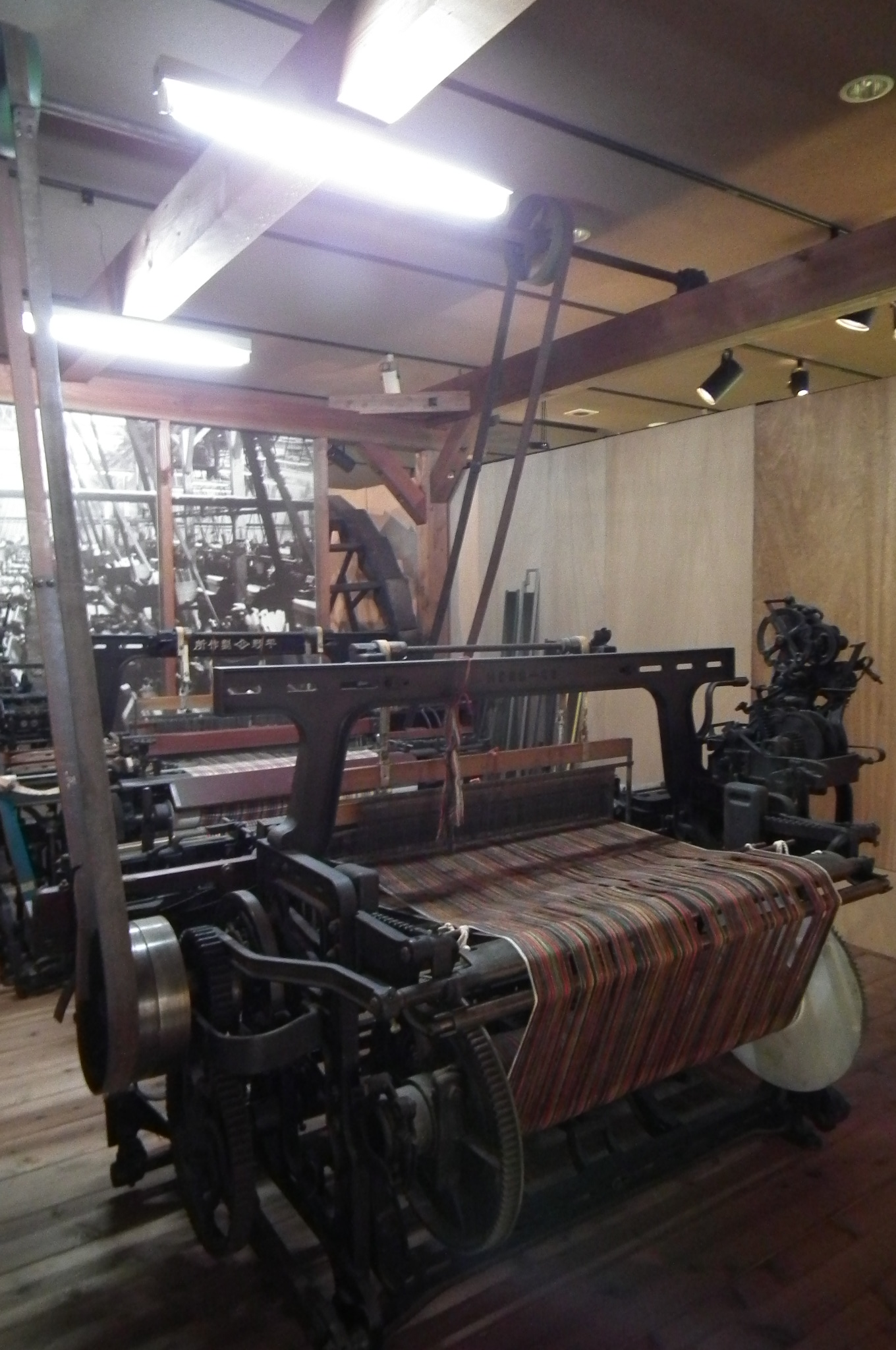
力織機の例。平野製作所製36インチ力織機（西脇市で使われていたもの）

動力をもつ織機を動力織機という。

### 自動織機
水力や電力などを動力とし、経糸を切断する時の運転停止や緯糸の供給などが自動的に行われる織機を自動織機と言う。
最初の力織機（動力で動く織機、機械式織機、Power loom）は、1785年にイギリス人エドモンド・カートライト（Edmund Cartwright）が製造した。力織機はそれまでの手織機に代わって織物生産の主役となり、産業革命を主導した。以降、手織機の使用は工芸品や伝統的な布を作る場合に限定されるようになる。
初期の力織機は単純な織りをするものだった。

### ジャカード織機

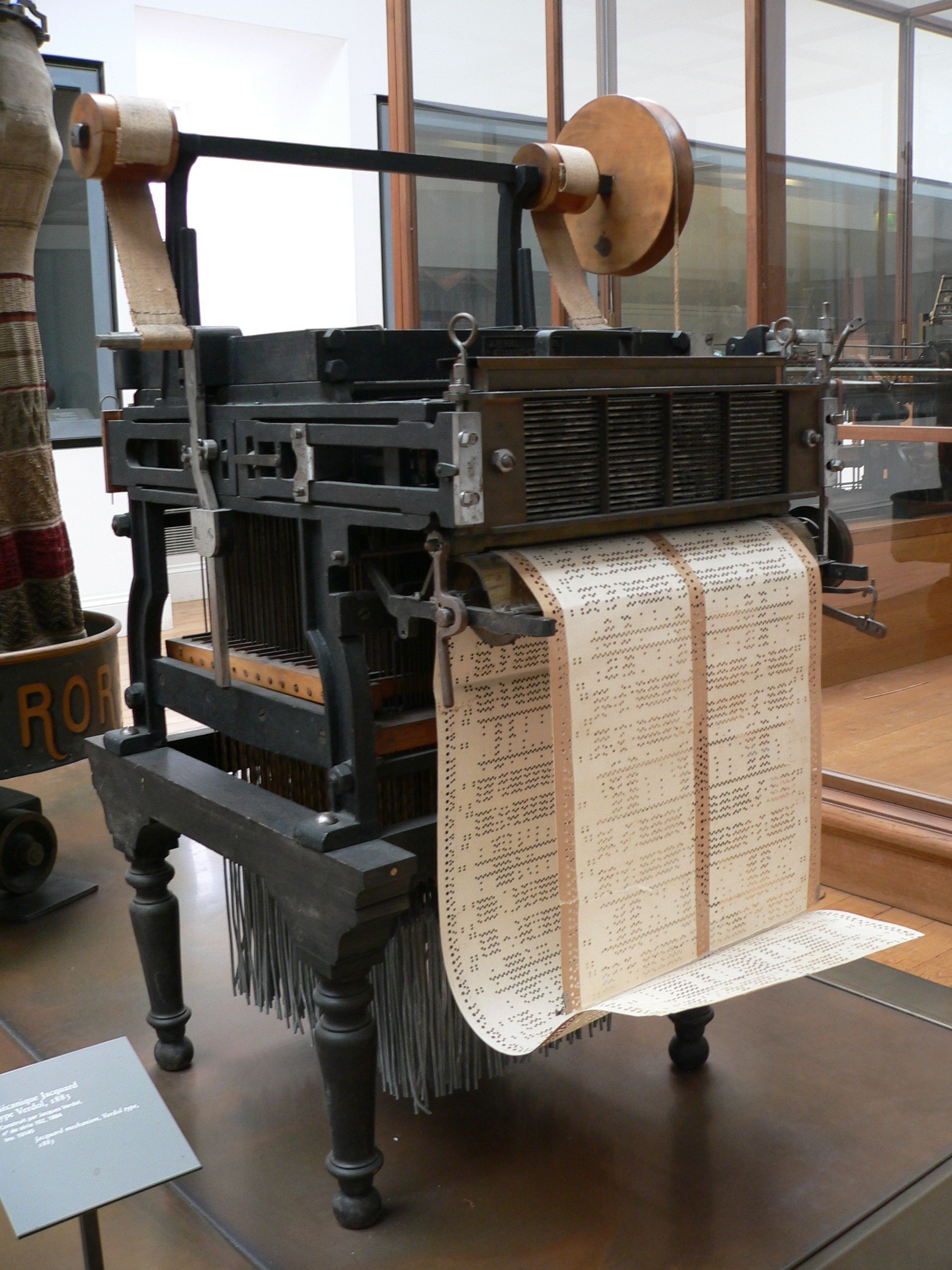
ジャカード織機

ジャカード織機(Jacquard loom)は、パンチカードを用いて、予め作成したパターン通りに織物を織る織機であり、複雑なパターンもミスなく織れる機械である。
（複雑な文様を人力織機で織ることは、歴史を遡れば紀元前後に中国で行われていたことは#歴史の節で説明したが）
1800年代（19世紀）、フランスのジョゼフ・マリー・ジャカールは、穴を開けたカードと穴を検知する金属針の組み合わせに一個一個のシャフトを連動させて、シャフトを個別に上下させ、カードで指示された経糸だけを開口させ緯糸を通すことでカードで指示されたとおりの模様を自動的に織ってゆく織機を開発した。最初は人力織機用であったが、後に力織機で動くものにし、一度カードをセットすると自動で織ってゆくことができるようになった。
なおこのパンチカードが解析機関など、コンピュータの祖先といわれる19世紀の計算機に応用されることになった。

### シャトルレス織機
力織機はもともとシャトル（飛び杼）を用いて緯糸を通しており、シャトル式は20世紀後半でも標準的であったが、シャトルは質量があることから高速移動をさせることで衝撃や騒音が大きくなるほか、高速化に限界があった。20世紀初めにはより速く効率的なシャトルレス織機が発明され、シャトルを用いる織機は主役の座を降りるようになった。
エアジェット織機(air-jet loom)は、空気を噴射する力で緯糸を通す織機で、天然素材などさまざまな糸に対応でき、安価な布の大量生産を行う工場や、先端的な織物工場で導入されている。また水の噴射を利用して合成繊維を織るウォータージェット織機(water-jet loom)もある。コンピュータで操作される織機は、工業用のみならず個人用にも生産されている。工業用の織機は、1秒で6列以上という速さで緯糸を織り込んでゆく。